# Station Grabów nad Pilicą
Station Grabów nad Pilicą is een spoorwegstation in de Poolse plaats Grabów nad Pilicą.